# Stadtarchiv Koblenz
Das Stadtarchiv Koblenz ist das kommunale Archiv der Stadt Koblenz. Das in der Alten Burg untergebrachte Stadtarchiv verwahrt Bestände über die Geschichte der Stadt Koblenz für stadtgeschichtliche, heimatkundliche oder genealogische Forschung. Daneben ist es zuständig für die Aufbewahrung von historisch wertvollem Schriftgut der Stadtverwaltung Koblenz. Von 1882 bis 1974 war das Stadtarchiv Koblenz dem ehemals preußischen Staatsarchiv Koblenz eingegliedert. Bis 1997 gehörte das Stadtarchiv organisatorisch zur Stadtbibliothek Koblenz. Leitender Stadtarchivar und Amtsleiter ist seit 2013 Michael Koelges. Seit vielen Jahren steht ein Umzug zur Diskussion. Bis 2013 waren auch Teile der Stadtbibliothek (Magazin, Altbestand und Buchbinderei) in der Alten Burg untergebracht. 2023 wurde beschlossen, das Archiv vorübergehend in den Räumen des Romanticums, einer interaktiven Ausstellung im Forum Confluentes unterzubringen.

## Geschichte
In Koblenz wurde erstmals 1406 ein Ort zur Aufbewahrung von städtischen Akten und Urkunden erwähnt. Ein Urkundenverzeichnis in Form von vier Papierblättern in Schmalfolio ist aus dem Jahr 1471 erhalten geblieben. Mitte des 16. Jahrhunderts war das Stadtarchiv Mittelpunkt eines Streits zwischen dem Stadtrat und dem Trierer Kurfürsten. Infolge der vom Rat angestrebten städtischen Unabhängigkeit wurde das Archiv beschlagnahmt. Das Schatzarchiv mit den ältesten Unterlagen wurde im Gewölbe unter dem Turm der Liebfrauenkirche, das Kanzleiarchiv in einer Kammer im Rathaus Monreal verwahrte. Die Archivalien wurden in dieser Zeit erstmals in einem Verzeichnis aufgelistet.
Das verheerende Bombardement während der Belagerung der Stadt Koblenz 1688 durch französische Truppen im Pfälzischen Erbfolgekrieg überstanden die Archivalien weitgehend schadlos. Im 18. Jahrhundert war das Stadtarchiv in einem sehr schlechten Zustand, wie es der Stadtschreiber drastisch 1774 verzeichnete. In französischer Zeit (1794–1814) zog das Stadtarchiv 1805 in das neue Rathaus Am Plan um. Der Koblenzer Stadtarchivar Wilhelm Arnold Günther veranlasste 1805 bis 1809 eine gründliche Neuordnung der Archivunterlagen und Verzeichnisse, so dass sich diese bei Übernahme durch die Preußen in einem sehr guten Zustand befanden. Der Regierungssekretär Johann Josef Scotti unterzog 1830 erstmals die Archivalien einer wissenschaftlichen Benutzung, in dem er die kurtrierischen Verordnungen aus städtischem Besitz zur Aufstellung seiner Provinzialgesetzsammlung heranzog.
Im Jahr 1832 wurde in Koblenz das preußische Staatsarchiv geschaffen. Die Koblenzer Regierung forderte die Bürgermeister in ihrem Gebiet auf, ihre Archivbestände an das Staatsarchiv zu melden. Der Staatsarchivar Adam Goerz erstellte 1856 für einen Teil der städtischen Urkunden ein neues Findbuch. Nachdem der Staatsarchivar Wilhelm Becker 1881 die mangelhafte Unterbringung der städtischen Archivalien feststellte, wurden diese 1882 in das Staatsarchiv überführt. Die Staatsarchivdirektoren Heinrich Reimer und Max Bär arbeiteten bis August 1916 an einer neuen Ordnung und Verzeichnung der städtischen Archivalien. Die folgende Abgabe von Schriftgut der Stadtverwaltung Koblenz wurde fortlaufend in dem neuen Findbuch verzeichnet.
Im Zweiten Weltkrieg wurden die Archivalien 1941 zum Schutz vor den Luftangriffen auf Koblenz in die Festung Ehrenbreitstein ausgelagert. Nach einem Bombentreffer wurden sie im Dezember 1944 kurzzeitig in das Kalibergwerk Salzdetfurth bei Hildesheim ausgelagert, bevor sie 1946 wieder zurückkehrten. Im Jahr 1974 richtete die Stadt Koblenz die Stelle eines Stadtarchivars ein. Bis 1980 wurden die städtischen Archivalien in die Alte Burg überführt.

## Bestände
Das Stadtarchiv Koblenz umfasst die folgenden Aktenbestände:
- Best. 620: Stadt Ehrenbreitstein bis 1814 (10 Nummern)
- Best. 623: Stadt Koblenz (11479 Nummern)
- Best. 655,10: Bürgermeisterei Ehrenbreitstein von 1815 bis 1937 (997 Nummern)
- Best. 655,106: Gemeinde Güls (18 Nummern)
- Best. 655,112: Gemeinde Lay (1 Nummer)
- Best. 655,124: Gemeinde Metternich (33 Nummern)
- Best. 661,9: Faßbinderzunft und Küferinnung (12 Nummern)

Um Verwechselungen zu vermeiden, wurde die Bestandsnummerierung des Staatsarchivs Koblenz beibehalten. Daneben werden Sammlungsbestände aus 136 Nachlässen von Koblenzer Persönlichkeiten, Autographensammlungen, 15 Vereinsregistraturen, 1.800 Karten und Pläne, 560 Bebauungspläne, 1.000 Plakate, 1.100 Ansichtskarten, 10.000 Fotos, eine Million Negative, 35 laufende Meter zeitgeschichtliche Dokumentationen, Personenkarteien sowie Zeitungsauswertungen verwahrt.

## Stadtarchivar
- 1974–2013: Hans Josef Schmidt
- Seit 2013: Michael Koelges